# Air Jamaica

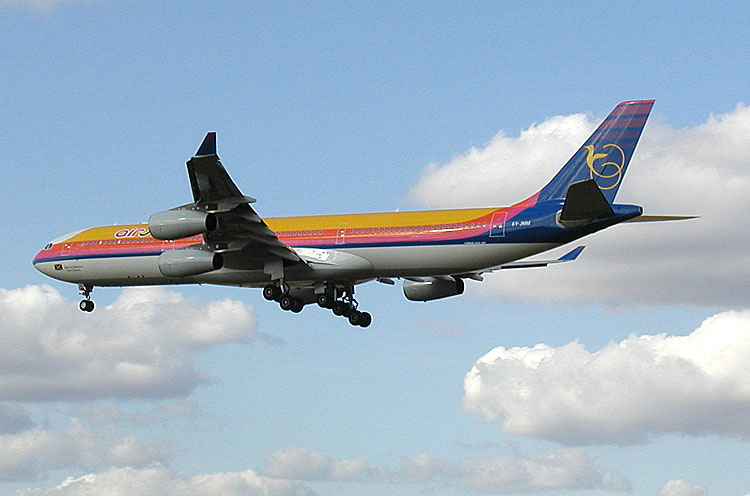
Airbus A340 w barwach Air Jamaica

Air Jamaica – nieistniejące jamajskie narodowe linie lotnicze z siedzibą w Kingston obsługujące pasażerów w latach 1969–2015. Obsługiwały połączenia do Stanów Zjednoczonych, Kanady i Karaibów. Głównym hubem były Port lotniczy Montego Bay i Port lotniczy Kingston-Norman Manley.

## Porty docelowe

### Ameryka Północna
- Antyle Holenderskie
  - Bonaire (Bonaire International Airport)
  - Curaçao (Port lotniczy Curaçao)
- Bahamy
  - Nassau (Port lotniczy Nassau)
- Barbados
  - Bridgetown (Port lotniczy Grantley Adams)
- Grenada
  - Grenada (Port lotniczy Maurice’a Bishopa)
- Jamajka
  - Kingston (Port lotniczy Kingston-Norman Manley)
  - Montego Bay (Port lotniczy Montego Bay)
- Kajmany
  - Wielki Kajman (Port lotniczy Owen Roberts)
- Kanada
  - Toronto (Port lotniczy Toronto-Lester B. Pearson)
- Kuba
  - Hawana (Port lotniczy José Martí)
- Saint Lucia
  - Vieux Fort (Port lotniczy Hewanorra)
- Stany Zjednoczone
  - Atlanta (Port lotniczy Atlanta – Hartsfield-Jackson)
  - Baltimore (Port lotniczy Baltimore/Waszyngton)
  - Chicago (Port lotniczy Chicago-O’Hare)
  - Filadelfia (Port lotniczy Filadelfia)
  - Fort Lauderdale (Port lotniczy Fort Lauderdale/Hollywood)
  - Los Angeles (Port lotniczy Los Angeles)
  - Miami (Port lotniczy Miami)
  - Newark (Port lotniczy Newark-Liberty)
  - Nowy Jork (Port lotniczy Johna F. Kennedy’ego)
  - Orlando (Port lotniczy Orlando)

### Europa
- Wielka Brytania
  - Londyn (Port lotniczy Londyn-Heathrow) (do 28 października 2007)